# Chiloés kyrkor
Chiloés kyrkor, på ön Chiloé i Chile. Kyrkorna är mycket speciella eftersom de helt och hållet är byggda i trä, några av dem har inte ens en spik och är helt uteslutande gjorda av sammanlänkade träbitar.
Möjligheten att flytta hela byggnader från en plats till en annan är en del av den lokala kulturen i Chiloé. Det görs med hjälp av djur och går över både land och sjöar (kallade minga de tiradura de casa). 
Chiloés kyrkor är sedan år 2000 uppsatt på Unescos världsarvslista. De byggdes på 1600- och 1700-talet och representerar kulmineringen av en framgångsrik fusion mellan europeisk Jesuit-kultur och lokalbefolkningens kunskaper och traditioner. Ett ypperligt exempel av mestizo-kultur.